# Liste der Kulturdenkmäler im Hochtaunuskreis

Kommunen im Hochtaunuskreis

Die Liste der Kulturdenkmäler im Hochtaunuskreis enthält die Kulturdenkmäler im Hochtaunuskreis. Rechtsgrundlage für den Denkmalschutz ist das Denkmalschutzgesetz in Hessen.
Sie lässt sich nach den kreisangehörigen Kommunen gliedern:
- Liste der Kulturdenkmäler in Bad Homburg vor der Höhe
- Liste der Kulturdenkmäler in Friedrichsdorf
- Liste der Kulturdenkmäler in Glashütten
- Liste der Kulturdenkmäler in Grävenwiesbach
- Liste der Kulturdenkmäler in Königstein im Taunus
- Liste der Kulturdenkmäler in Kronberg im Taunus
- Liste der Kulturdenkmäler in Neu-Anspach
- Liste der Kulturdenkmäler in Oberursel
- Liste der Kulturdenkmäler in Schmitten im Taunus
- Liste der Kulturdenkmäler in Steinbach
- Liste der Kulturdenkmäler in Usingen
- Liste der Kulturdenkmäler in Wehrheim
- Liste der Kulturdenkmäler in Weilrod